# Reinhard Blickhan
Reinhard Blickhan (* 1951 in Eppertshausen) ist ein deutscher Biologe, Physiker und Professor auf dem Lehrstuhl für Bewegungswissenschaft an der Friedrich-Schiller-Universität Jena (FSU).

## Werdegang
Nach dem Abitur in Dieburg im Jahr 1968 studierte er von 1969 bis 1976 Physik, zunächst an der Justus-Liebig-Universität Gießen, und erwarb sein Diplom an der Technischen Universität Darmstadt. Anschließend war er wissenschaftlich an der Johann-Wolfgang-Goethe-Universität Frankfurt am Main tätig und wurde 1983 bei Barth promoviert. Von 1983 bis 1986 war er Wissenschaftler bei Charles Richard Taylor an der Harvard University in den Vereinigten Staaten. Von 1986 bis 1992 forschte er als Assistenzprofessor an der Universität des Saarlandes bei Nachtigall. Er habilitierte 1992 und ist Gründungsmitglied der Gesellschaft für Technische Biologie und Bionik.
Gefördert durch ein Heisenbergstipendium trat Blickhan 1993 am Institut für Sportwissenschaft der Friedrich-Schiller-Universität Jena eine Professur für Bewegungswissenschaft/Biomechanik an. Von 1996 bis 2001 war er Sprecher des interdisziplinären DFG Innovationskollegs "Bewegungssysteme" an der Universität Jena und an der Technischen Universität Ilmenau. 2001 Ablehnung eines Rufes an die Freie Universität Amsterdam (Human Movement Sciences) und Annahme einer Professur für Bewegungswissenschaft an der Universität Jena. 2015 und 2016 Forschung und Lehre  als Gastprofessor an der Keio University. Von 2016 bis 2018 lehrte er als Seniorprofessor an der FSU.

## Forschungsschwerpunkt
Sein Forschungsgebiet umfasst biomechanische Untersuchungen zur funktionellen Wechselwirkung von Struktur (Bewegungsapparat), Fortbewegung (Schwimmen und Laufen) und Umgebung (Wasser, unebenes Gelände). Mit Hilfe vergleichender Untersuchungen an Gliederfüßern (vielbeiniges  Laufen), Fischen (wellenförmige Fortbewegung), Vögeln (bipedales Laufen), Affen (bipedales Laufen), Menschen (Schwimmen und bipedales Laufen), und durch Zusammenarbeit mit Ingenieuren (bipedales Laufen von Robotern an der TU München), betrachtet er insbesondere das Zusammenwirken von Skelett und Muskulatur bei der Erzeugung der biomechanischen Beiträge zur Stabilität der Fortbewegung. Er ist Autor und Koautor von 130 Publikationen in internationalen Zeitschriften.

## Auszeichnungen
- 1993 Walter-Arndt-Preis der Deutschen Zoologischen Gesellschaft für Biomechanik der axialen aquatischen und der pedalen terrestrischen Lokomotion. ISBN 978-3-8322-6208-2

## Publikationen (Auswahl)
- R. Blickhan, F. G. Barth: Strains in the exoskeleton of spiders. In: J Comp Physiol. A157, 1985, S. 115–147, doi:10.1007/BF00611101.
- R. Blickhan: The spring mass model for running and hopping. In: J Biomech. Band 22, 1989, S. 1217–1227, doi:10.1016/0021-9290(89)90224-8.
- R. Blickhan, C. Krick, T. Breithaupt, D. Zehren, W. Nachtigall: Generation of a vortex-chain in the wake of a subundulatory swimmer. In: Naturwissenschaften. Band 79, 1992, S. 220–221, doi:10.1007/BF01227131.
- R. Blickhan: Motorische Systeme bei Vertebraten. In: R. F. Schmidt, J. Dudel (Hrsg.): Neurowissenschaft, Vom Molekül zur Kognition. Springer, Heidelberg 1996, ISBN 3-540-61328-5, S. 191–214, doi:10.1007/978-3-642-56497-0_8.
- R. Blickhan, A. Seyfarth, H. Geyer, S. Grimmer, H. Wagner, M. Günther: Intelligence by mechanics. In: Proc. Roy. Soc. Lond. A. Band 365, 2007, S. 199–220, doi:10.1098/rsta.2006.1911.
- S. Hochstein, S. Pacholak, C. Brücker, R. Blickhan: Experimental and numerical investigation of the unsteady flow around a human underwater undulating swimmer. In: C. Tropea, H. Bleckmann (Hrsg.): Nature-Inspired Fluid Mechanics. (= Notes on Numerical Fluid Mechanics and Multidisciplinary Design. Band 119). Springer, Berlin/Heidelberg 2012, doi:10.1007/978-3-642-28302-4_18.
- R. Blickhan, M. Ernst, M. Koch, R. Müller: Coping with disturbances. In: Human Movement Sci. Band 32, 2013, S. 971–983, doi:10.1016/j.humov.2013.02.009.
- R. Blickhan, E. Andrada, R. Müller, C. Rode, N. Ogihara: Positioning the hip with respect to the COM: Consequences for leg operation. In: J. Theoret. Biol. Band 382, 2015, S. 187–197, doi:10.1016/j.jtbi.2015.06.036
- E. Andrada, R. Müller, R. Blickhan: Stability in Skipping gaits. In: R. Soc. Open sci. Band 3, 2016, S. 160102, doi:10.1098/rsos.160602.
- C. Rode, T. Siebert, A. Tomalka, R. Blickhan: Myosin filament sliding through the Z-disk relates striated muscle fibre structure to function. In: Proc. Roy. Soc. B. Band 283, 2016, S. 20153030, doi:10.1098/rspb.2015.3030.
- R. Blickhan: Terrestrial locomotion. In: Malcolm S. Gordon, Reinhard Blickhan, John Dabiri, John Videler: Animal Locomotion: Physical Principles and Adaptations. CRC Press, Taylor and Francis, 2017, S. 151–258, (taylorfrancis.com)
- R. Blickhan, E. Andrada, E. Hirasaki, N. Ogihara: Global dynamics of bipedal macaques during grounded and aerial running. In: Journal of Experimental Biology. 221(24), 2018, S. jeb178897, doi:10.1242/jeb.178897.